# Arborimus longicaudus
Arborimus longicaudus és una espècie de mamífer rosegador de la família dels cricètids. És endèmic dels Estats Units (Oregon i, possiblement, Califòrnia). Es tracta d'un animal nocturn que s'alimenta d'agulles d'avet de Douglas i altres coníferes. El seu hàbitat natural són els boscos mixtos perennifolis. Està amenaçat per la fragmentació del seu medi a causa de la tala d'arbres. El seu nom específic, longicaudus, significa ‘cuallarg’ en llatí.